# اقامتگاه تفریحی جزیره‌های استوایی
اقامتگاه تفریحی جزیره‌های استوایی (انگلیسی: Tropical Islands Resort) یک پارک آبی تفریحی است که در کراسنیک و در حومه دامه-اشپریوالد در ایالت براندنبورگ آلمان و در ۵۰ کیلومتری جنوب برلین قرار دارد قرار دارد. این مجموعه در سال ۲۰۰۴ بازگشایی شد و در سال اول حدود ۹۷۰٬۰۰۰ نفر بازدید کننده داشت. ساختمان این تفریگاه بزرگ‌ترین سالن بدون ستون در جهان است. این مجموعه ظرفیت بازدید روزانه ۶۰۰۰ نفر را دارد.

## تعداد بازدید کننده
تعداد بازدیدکنندگان از مسائل این پروژه است. این مجموعه برای عملکرد بصرفه به حدود ۱٬۲۵ میلیون نفر بازدید کننده در سال احتیاج دارد. در سال ۲۰۰۵ این تفریحگاه حدود ۱۰ تا ۲۰ میلیون یورو ضرر داد. در سال ۲۰۰۶ فقط حدود ۶۰۰٬۰۰۰ نفر از آن بازدید کردند. با تغییر شرایط فروش بلیط و ایجاد جذابیت برای علاقه‌مندان این مجموعه در سال ۲۰۰۸ برای اولین بار به سودآوری رسید.